# ماریا فون مالتزان
ماریا هلن فرانسواز ایزابل گرافین          (انگلیسی: Maria von Maltzan; ۲۵ مارس ۱۹۰۹ – ۱۲ نوامبر ۱۹۹۷) اشراف‌زاده آلمانی و از اعضای مقاومت آلمان علیه هیتلر بود که جان ده‌ها یهودی را در برلین نجات داد.

## زندگی‌نامه
ماریا فون مالتزان در کاخ میلینس در سیلیزیای آلمان (امروزه میلچ، لهستان) در خانواده‌ای اشرافی و ثروتمند به دنیا آمد. او هشتمین و کوچک‌ترین فرزند خانواده بود که در املاک ۱۸ هزار هکتاری خانواده پرورش یافت. پس از اتمام مدرسه در برلین در سال ۱۹۲۷، علی‌رغم مخالفت خانواده، در دانشگاه برسلاو در رشته جانورشناسی تحصیل کرد. در سال ۱۹۲۸ به دانشگاه مونیخ رفت و پنج سال بعد دکترای علوم طبیعی دریافت کرد.

## فعالیت‌های مقاومت
با به قدرت رسیدن نازی‌ها در ۱۹۳۳، او بلافاصله به جنبش‌های مقاومت پیوست. به دلیل موقعیت اجتماعی و ارتباط با افسران نازی، مدت‌ها تحت شک نبود. خواهرش الیکس با فیلد مارشال والتر فون رایشناو ازدواج کرده بود. با تشدید خشونت‌های رژیم نازی، ماریا فون مالتزان به وحشت از برنامه نسل‌کشی یهودیان پی برد و تصمیم به اقدام گرفت.
از سال ۱۹۳۵ در برلین، او به درخواست‌های کمک پاسخ می‌داد و یهودیان را در خانه‌اش پناه می‌داد، در حالی که گشتاپو در نزدیکی بود. در سال ۱۹۴۰ تحصیل در دامپزشکی را آغاز کرد و تا ۱۹۴۳ که فارغ‌التحصیل شد، به همراه کلیسای سوئد برای بیش از ۶۰ یهودی، فراریان و کارگران اجباری پناهگاه امن فراهم کرد. او با جعل مدارک و رانندگی کامیون، به بسیاری برای فرار از برلین کمک کرد.

## رابطه با هانس هیرشل
پیش از جنگ، با هانس هیرشل، نویسنده یهودی و سردبیر مجله ادبی آوانگارد «داس درایک» آشنا شد. از ۱۹۴۲ تا پایان جنگ، او هیرشل را در مخفیگاهی داخل مبل آپارتمانش در ویلمرزدورف پنهان کرد. ماریا از هانس باردار شد، اما نوزادشان در اثر بمباران بیمارستان و قطع برق دستگاه انکوباتور جان باخت. او بعداً دو دختر کوچک را از یک اردوگاه کودکان به فرزندی پذیرفت.

## پس از جنگ
پس از جنگ با هانس هیرشل ازدواج کرد، اما این ازدواج پس از دو سال به جدایی انجامید. آنها در ۱۹۷۲ دوباره ازدواج کردند. ماریا در سال‌های پس از جنگ با مشکلات زیادی روبرو بود و به مواد مخدر اعتیاد پیدا کرد. گاهی مجوز دامپزشکی‌اش را از دست می‌داد و حتی مدتی در بیمارستان روانی بستری شد. بازماندگان یهودی که هرگز فداکاری‌های او را فراموش نکرده بودند، در این سال‌های سخت به او کمک کردند. پس از مرگ هانس هیرشل در سال ۱۹۷۵، کنتس ماریا فون مالتزان، ۶۶ ساله، بار دیگر تصمیم گرفت با دامپزشکی خود در برلین، از سال ۱۹۸۱ به بعد در منطقه کروزبرگ، زندگی جدیدی ایجاد کند، جایی که او به دلیل درمان بدون هزینه سگ‌های صاحب پانک‌های محلی و تلاشش برای بهبود شرایط زندگی مشهور شد. در سال ۱۹۸۶، او زندگی‌نامه خود را با عنوان «طبل را بزنید و بدون ترس باشید» منتشر کرد که زندگی و کار او را برای عموم مردم آشنا کرد. او یک سال بعد از سوی دولت اسرائیل جایزه «در میان ملل» را دریافت کرد. او در سال ۱۹۹۷ در برلین درگذشت.
فون مالتزان همچنین برندهٔ جوایزی همچون درستکار در میان ملل شده است.